# لوئی آگوست بلانکی
لویی اُگوست بلانکی (فرانسوی: Louis-Auguste Blanqui) (زاده ۸ فوریه ۱۸۰۵ – درگذشته ۱ ژانویه ۱۸۸۱) فعال سیاسی رادیکال و انقلابی سوسیالیست اهل فرانسه بود.

## زندگی‌نامه
او در پوگت-تینیرز، آلپ-ماری‌تایمز از پدری به نام ژان دومینیک بلانکی به دنیا آمد. او هم در حقوق و هم در پزشکی تحصیل کرد اما خیلی زود به سیاست روی آورد.
آراء انقلابی بلانکی زیر نفوذ بابوفیسم شکل گرفت و در مارکس نفوذ کرد. برخی از اصطلاحات مارکسیستی، از جمله، اصطلاح «دیکتاتوری پرولتاریا» از اوست. اثر عمدهٔ وی کتاب انتقاد اجتماعی (۱۸۶۹) است. بلانکی ماده‌باور (ماتریالیست) و عقل‌باور (راسیونالیست) بود و به پیشرفت بی‌پایان تاریخ باور داست؛ و بر آن بود که تاریخ از مرحلهٔ فردیت مطلق که روزگار انسان وحشی است، به سوی کمونیسم - جامعهٔ آینده که «تاج سر تمدن» است- در حرکت است.
او در انقلاب ژولای در ۱۸۳۰ نقش مهمی داشت و به جرم دفاع از جمهوری‌خواه در دوران حکومت لوئیس فیلیپ بارها به زندان افتاد. او در ۱۸۴۰ به جرم شرکت در شورش مسلحانه به مجازات اعدام محکوم شد اما این مجازات بعدها به حبس ابد تخفیف داده شد. او در جریان انقلابات ۱۸۴۸ آزاد شد و به مبارزه ادامه داد. در سال ۱۸۴۹ مجدداً به ده سال زندان محکوم شود.
در ۱۸۶۵ او از زندان فرار کرد و در خارج از کشور به تبلیغ علیه حکومت پرداخت. در ۱۸۶۹ بر طبق عفو عمومی او هم توانست به فرانسه بازگردد. او در این دوره به اعمال قهرآمیز بیش‌تری روی آورد و این در ۱۸۷۰ با دو حملهٔ مسلحانهٔ ناموفق مشخص است. یکی در ۱۲ ژانویه و در تشیع جنازهٔ ویکتور نوآ، روزنامه‌نگاری که توسط پیر بناپارت کشته شد و دومی در ۱۴ اوت که او رهبری حمله‌ای به پادگانی نظامی را به عهده داشت. پس از انقلاب ۴ سپتامبر و سقوط امپراتوری بلانکی بر فعالیت خود افزود و باشگاه و نشریه‌ای با نام «میهن در خطر» تأسیس کرد.
او یکی از گروه‌هایی بود که در ۳۱ اکتبر بخشی از قدرت را در اختیار گرفت و به همین جرم در ۱۷ مارس سال آینده دوباره به اعدام محکوم شد. چند روز پس از آن شورشی که نهایتاً منجر به تأسیس کمون پاریس شد درگرفت و بلانکی با این‌که خود در زندان بود به عنوان صدر دولت حاصل از قیام اعلام شد. با این‌که او در زمان تشکیل کمون در زندان بود و نقشی عملی نداشت در ۱۸۷۲ او به همراه سایر اعضای باقی‌مانده از کمون به تبعید محکوم شد اما به علت شرایط بد جسمی این تبعید به یک سال زندان تخفیف داده شد. در ۱۸۷۹ او به عنوان نایب بوردو انتخاب شد. گرچه آن انتخابات غیرمعتبر اعلام شد به هرحال بلانکی از زندان آزاد شد و بلافاصله به ادامهٔ تبلیغات خود پرداخت.
او پس از یک سخنرانی در میتینگی انقلابی در پاریس سکته کرد و نهایتاً در ۱ ژانویه ۱۸۸۱ درگذشت و در گورستان پرلاشز به خاک سپرده شد.
دفاع مصالحه ناپذیر او از کمونیسم و عزم او در استفاده از راه‌های قهرآمیز برای رسیدن به ان باعث شد که او در تمام عمر خود با تمام دولت‌های فرانسه سر جنگ داشته باشد و نیمی از عمر خود را در زندان بگذراند. علاوه بر مقالات متعدد او در نشریات مختلف آثار زیادی از او به چاپ رسیده‌است و برای مثال بعضی نوشته‌هایش در مورد مسائل اقتصادی و اجتماعی پس از مرگش و در ۱۸۸۵ به چاپ رسیدند.